# Beta Gruis
Beta Gruis (Gruid, 57 Gruis) é uma estrela na direção da Grus. Possui uma ascensão reta de 22h 42m 39.93s e uma declinação de −46° 53′ 04.4″. Sua magnitude aparente é igual a 2.07. Considerando sua distância de 170 anos-luz em relação à Terra, sua magnitude absoluta é igual a −1.52. Pertence à classe espectral M5III.